# Human (album của Tùng Dương)
Human (cách điệu là HUMVN) là album phòng thu thứ năm của nam ca sĩ người Việt Nam Tùng Dương, được phát hành ngày 28 tháng 11 năm 2020 bởi Hãng đĩa Thời Đại. Với sự tham gia sáng tác của Sa Huỳnh, Bùi Caroon, Nguyễn Duy Hùng và phần hòa âm do Nguyễn Hữu Vượng, Lưu Quang Minh cùng Quân Nguyễn đảm nhận, album đánh dấu sự chuyển biến trong âm nhạc của Tùng Dương khi khai thác thể loại progressive rock, với nhiều yếu tố âm nhạc thể nghiệm của một album chủ đề. Human là những chiêm nghiệm của Tùng Dương về triết lý nhân sinh, vòng đời của con người, những ý niệm về sự tái sinh và cuộc sống của loài người trong kỉ nguyên công nghệ. Album còn là một phần trong liveshow Con người của Tùng Dương diễn ra tại Cung Văn hóa Hữu nghị Việt Xô vào cuối tháng 11 năm 2020.
Human được cho là một tác phẩm thành công của Tùng Dương khi nhận được nhiều ý kiến đánh giá tích cực từ giới chuyên môn cũng như người hâm mộ và được một số trang tin tại Việt Nam xếp vào danh sách album xuất sắc của nhạc Việt trong năm 2020. Tại Lễ trao giải Cống hiến lần thứ 16, Human giúp Tùng Dương giành ba trong số chín hạng mục giải thưởng, bao gồm "Album của năm", "Ca sĩ của năm" và "Chương trình của năm", qua đó trở thành nghệ sĩ đoạt nhiều Giải Cống hiến nhất trong lịch sử. Album đồng thời cũng giúp hai nhạc sĩ Bùi Caroon và Sa Huỳnh có tên trong đề cử "Nhạc sĩ của năm" và đưa Nguyễn Hữu Vượng cùng Lưu Quang Minh lọt đề cử "Nhà sản xuất của năm" tại giải thưởng âm nhạc này.

## Hoàn cảnh ra đời

### Ý tưởng

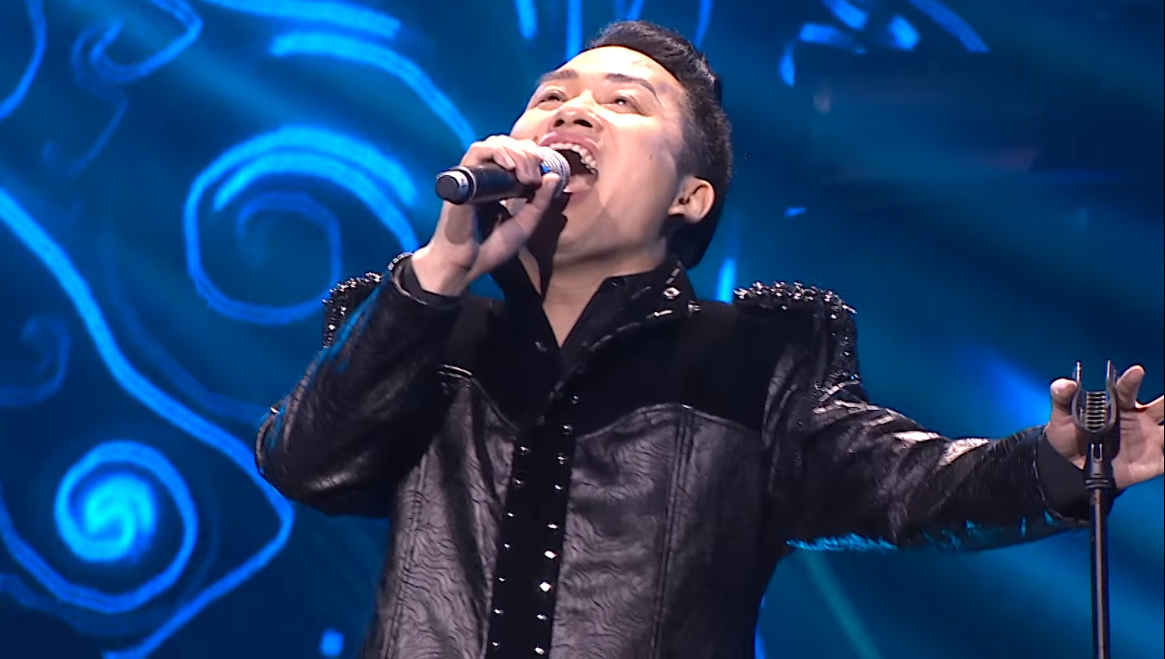
Tùng Dương biểu diễn bài hát "Mang thai" (Sa Huỳnh) trên một sân khấu vào năm 2017. Đây là bài hát nằm trong dự án Rễ cây. Sau này, nó cũng trở thành một trong số những bài hát nằm trong album chính thức Human và được Tùng Dương biểu diễn trên sân khấu liveshow Con người.

Sau khi thành công với nhiều dòng nhạc khác nhau như nhạc điện tử, nhạc thế giới, dân gian đương đại, Tùng Dương bắt đầu nghĩ về việc xây dựng một album nhạc rock, đặc biệt là thể loại progressive rock. Với một số ca khúc như "Nỗi khát", "Nhức nhối" (album Những ô màu khối lập phương); "Trời cho" (album Li ti) và ca khúc "Chiếc khăn piêu", nhiều khán giả cho rằng Tùng Dương cần có một album nhạc rock. Đối với anh, "rock là chất xúc tác có thể tiếp thêm cảm hứng sống mãnh liệt" khi tâm trạng con người không được tốt. Ý tưởng về một album mới đã nhen nhóm sau dự án Độc đạo, mặc dù tên gọi chính thức của album mới này lúc ấy vẫn còn chưa cố định. Trong quá trình đó, Tùng Dương liên tục có những ý tưởng mới. Theo Tùng Dương, một dự án âm nhạc với ca từ nhiều ẩn ý, nhiều lớp nghĩa mới giúp anh truyền tải hết những thông điệp của mình.
Sau Lễ hội Âm nhạc Quốc tế Gió Mùa cuối năm 2016, Tùng Dương chính thức hé lộ với báo giới về một dự án âm nhạc mới với tên gọi là Rễ cây – là sự cộng tác giữa Tùng Dương với hai nhạc sĩ Sa Huỳnh và Quốc Trung. Trong dự án mới này, Tùng Dương dự kiến sẽ trình làng công chúng những sáng tác mới nhất của Sa Huỳnh như "Oa oa", "Mang thai", "Mắt đêm"... Trong khi "Mang thai" là một sự ẩn dụ về kiếp sống khác, mang ý nghĩa luân hồi, phản ánh sự sinh sôi theo quan niệm Phật giáo, thì "Oa oa" là mơ ước của con người lúc chào đời, được khóc thoải mái, được sống vô tư lự. Riêng bài hát "Mang thai" được chọn làm tên ban đầu của dự án; tuy nhiên, theo nhạc sĩ Sa Huỳnh, Tùng Dương sau đó lại thích tên gọi Rễ cây hơn nên anh đã chọn tên đó. Đến năm 2019, Tùng Dương tuyên bố mình không tiếp tục hợp tác với nhạc sĩ Quốc Trung trong Rễ cây. Tên dự án sau đó cũng được đổi thành Biểu bì. Chia sẻ về lý do tiếp tục đổi tên, Tùng Dương cho biết cái tên cũ có sự tương đồng nhất định với một số hội nhóm như The Roots, Community... Sau một thời gian, vì nhận thấy Biểu bì cũng "khó gần với số đông" nên anh quyết định không sử dụng tên này.
Một thời gian sau, nhạc sĩ Bùi Caroon liên lạc với Tùng Dương, ngỏ ý tham gia dự án bằng việc gửi cho anh một số tác phẩm của mình. Theo Tùng Dương, anh đã gắn bó với Sa Huỳnh, với những sản phẩm âm nhạc của cô quá lâu, nên nếu dự án có thêm nhân tố mới thì đồng nghĩa với việc sẽ "có thêm nhiều dư vị" hơn. Chia sẻ về ý tưởng sáng tác một số bài hát trong album, Bùi Caroon cho biết, bài "S.O.S" được lấy cảm hứng từ cảm nhận của anh trước sự thờ ơ của con người khi xe cứu thương chạy qua, báo hiệu một sự sống sắp sửa ra đi, trong khi hình ảnh con mèo "yếu đuối nhưng mạnh mẽ" được anh nhân hóa thành hình tượng người phụ nữ trong hai bài "Con mèo nghèo" và "Bi ca", riêng "Người mù" và "Mục rã" chính là những suy tư của chính anh trước cuộc đời, còn về phần "Trí tuệ nhân tạo", bài hát lại là sự khao khát của một cá thể, với hy vọng được sống tự do, biệt lập giữa dòng đời.
Sang năm 2020, Tùng Dương cho biết album nhạc mới của anh sẽ có tên là Human. Đây là album chủ đề thứ năm của Tùng Dương. Theo đó, Human là những chiêm nghiệm của Tùng Dương về triết lý nhân sinh, vòng đời của con người từ lúc sinh ra cho đến khi mất đi và sự tái sinh, về cuộc sống con người trong kỉ nguyên công nghệ phát triển, trong một thế giới ngập tràn máy móc và trí tuệ nhân tạo. Đối với Tùng Dương, Human vừa là mảnh ghép hoàn thiện trên tiến trình âm nhạc mà anh đang theo đuổi, vừa mang những suy tưởng, suy ngẫm của chính con người anh khi sắp bước vào tuổi trung niên. Chưa kể, đây cũng là cơ hội để anh giới thiệu đến công chúng một album progressive rock với những yếu tố âm nhạc thể nghiệm.

### Phát triển
Tùng Dương, báo điện tử VietNamNet, 3 tháng 12 năm 2020.
Từ những bài hát mà nhạc sĩ Sa Huỳnh và chồng là Nguyễn Duy Hùng gửi cho anh để tham khảo, Tùng Dương bắt đầu củng cố thêm ý tưởng cho album của mình, cho phép anh tiếp cận dòng nhạc industrial rock dựa trên các ca khúc bằng tiếng Việt. Bên cạnh đó, những bài hát do nhạc sĩ Bùi Caroon gửi đến cũng góp phần thỏa mãn những đòi hỏi của anh trong quá trình xây dựng album. Đối với Tùng Dương, sự kết hợp giữa Sa Huỳnh và Bùi Caroon chính là "sự hài hòa giữa âm và dương". Sau nhiều lần thử qua các bản demo khác nhau, Tùng Dương tìm đến hai nhà sản xuất âm nhạc Nguyễn Hữu Vượng và Lưu Quang Minh để xây dựng ý tưởng cũng như phần âm nhạc cho album. Anh cũng mời ca sĩ Hà Trần góp giọng cùng mình trong bài hát "Bão hòa" do Sa Huỳnh sáng tác. Bên cạnh đó, dự án còn có sự tham gia của nghệ sĩ guitar Trần Thắng (ban nhạc Ngũ Cung) với vai trò solo guitar cho bài hát "Mục rã".
Ngoài ra, những trải nghiệm của chính Tùng Dương với đại dịch COVID-19 và những chuyến đi từ thiện tại miền Trung đã góp thêm mạch cảm xúc cho anh trong quá trình hoàn thiện album. Theo chia sẻ của Tùng Dương, sự ra đời của con trai chính là nguồn động lực cho quá trình sáng tạo nghệ thuật của anh; do đó, album Human chính là tác phẩm nghệ thuật anh dành tặng con trai mình. Trong lời tựa album, Tùng Dương cũng xác nhận: "Xin dành tặng Mạc Lam yêu dấu của bố. Con đã mang tới sức mạnh không tưởng và nguồn năng lượng vô tận để bố được tung bay đầy kiêu hãnh trên hành tinh của riêng mình".

## Thu âm và sản xuất
Album Human của Tùng Dương là sự kết hợp giữa nhiều nghệ sĩ và nhiều loại nhạc cụ, được thực hiện trong nhiều tháng. Trong suốt thời gian đó, anh đều bỏ ra khoảng tám tiếng mỗi ngày để làm việc tại phòng thu. Album gồm 12 bài hát do ba nhạc sĩ Sa Huỳnh, Bùi Caroon và Nguyễn Duy Hùng lần lượt sáng tác, với phần hòa âm của ba nhạc sĩ Nguyễn Hữu Vượng, Lưu Quang Minh và sự cộng tác của Quân Nguyễn. Theo nhạc sĩ Nguyễn Hữu Vượng, Tùng Dương đòi hỏi âm nhạc trong album "phải nặng, phải điên, phải trừu tượng", vì vậy mà anh và nhạc sĩ Lưu Quang Minh gặp chút khó khăn trong việc bắt nhịp ở giai đoạn đầu. Về sau, nhạc sĩ Nguyễn Hữu Vượng sử dụng điện tử, trống, dàn dây, trong khi nhạc sĩ Lưu Quang Minh "sử dụng những cái không bình thường, ít viết trong nhạc rock hiện đại để đánh liều". Họ dần trở nên bắt nhịp và đồng bộ hơn sau thời gian hợp tác. Ngoài ra, Tùng Dương cũng hợp tác với nghệ sĩ trống người Bỉ Stephane Galland và kỹ sư âm thanh Christian Wright, người đang làm việc tại hãng đĩa Abbey Road Studios ở Anh đảm nhiệm khâu master cho album. Vì những ý tưởng mới liên tục nảy sinh, cùng với phong cách làm nhạc đặc trưng, đòi hỏi sự khác biệt của Tùng Dương, nên với những bản thu chưa ưng ý, anh đều hủy bỏ và thu lại từ đầu.
Việc thiết kế thời trang và kĩ xảo 3D cho album do nhà thiết kế Jaydee Nguyễn Đạt thực hiện. Tùng Dương bị ấn tượng với những tác phẩm của nhà thiết kế này nên đã mời anh hợp tác và thiết kế một bức tranh futuristic cho album Human. Vốn chỉ là người chuyên về mảng thời trang, nên khi được Tùng Dương giao thêm nhiệm vụ thiết kế đồ họa 3D, anh tiết lộ mình đã bị "sốc". Theo Jaydee, anh vừa phải làm trang phục, vừa lên ý tưởng cho những trang lookbook, làm sao cho chúng tương xứng với từng bài hát trong album. Cũng theo Jaydee, trong quá trình hợp tác, anh và Tùng Dương đôi khi bất đồng quan điểm, tuy nhiên sau đó hai người sẽ xem xét lại, ý tưởng của ai hợp lý hơn thì sẽ triển khai theo hướng của người đó.

## Danh sách bài hát
| STT              | Nhan đề                                                 | Sáng tác         | Thời lượng |
| ---------------- | ------------------------------------------------------- | ---------------- | ---------- |
| 1.               | "Oa oa"                                                 | Sa Huỳnh         | 5:04       |
| 2.               | "Adam (Con người)"                                      | Bùi Caroon       | 5:20       |
| 3.               | "Người mù"                                              | Bùi Caroon       | 5:41       |
| 4.               | "Mắt đêm"                                               | Sa Huỳnh         | 5:23       |
| 5.               | "Bão hòa" (song ca cùng Hà Trần)                        | Sa Huỳnh         | 5:32       |
| 6.               | "Biểu bì"                                               | Sa Huỳnh         | 4:06       |
| 7.               | "Con mèo nghèo"                                         | Bùi Caroon       | 4:10       |
| 8.               | "Bi ca"                                                 | Bùi Caroon       | 6:07       |
| 9.               | "S.O.S"                                                 | Bùi Caroon       | 5:00       |
| 10.              | "Mục rã" (kết hợp với Trần Thắng của ban nhạc Ngũ Cung) | Sa Huỳnh         | 4:49       |
| 11.              | "Trí tuệ nhân tạo"                                      | Duy Hùng         | 4:31       |
| 12.              | "Mang thai"                                             | Sa Huỳnh         | 5:20       |
| Tổng thời lượng: | Tổng thời lượng:                                        | Tổng thời lượng: | 1:01:03    |

## Ra mắt

### LiveshowCon người

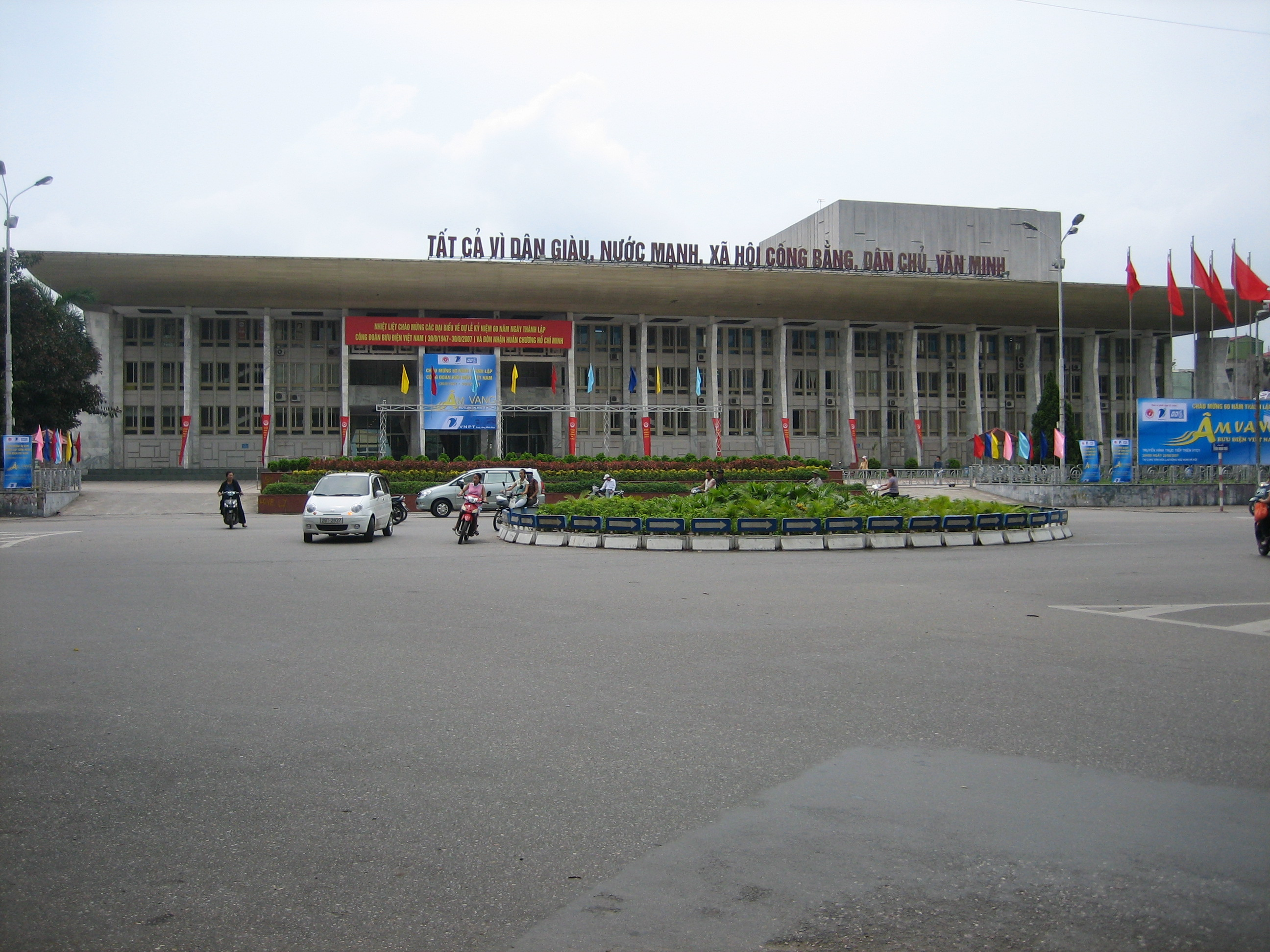
Cung Văn hóa Hữu nghị Việt Xô, nơi diễn ra liveshow Con người.

Trong buổi gặp gỡ báo chí diễn ra vào ngày 5 tháng 11 năm 2020, Tùng Dương cho biết anh sẽ tổ chức liveshow Con người tại Cung Văn hóa Hữu nghị Việt Xô vào hai ngày 28 và 29 tháng 11, đồng thời tiết lộ sẽ cho ra mắt album Human vào thời gian trên, bất chấp trước đó, anh từng tuyên bố bản thân chưa có dự định hay kế hoạch gì trong năm. Ngày 25 tháng 11 năm 2020, Tùng Dương có buổi tổng duyệt cuối cùng cho liveshow. Kể từ vụ cháy năm 2019, đây là lần đầu tiên địa điểm này tổ chức một chương trình ca nhạc. Theo chia sẻ của Tùng Dương, ban đầu anh định sử dụng một cái tên khác cho liveshow này, tuy nhiên, khi chứng kiến những sự kiện trải qua trong năm 2020 như đại địch COVID-19, lũ lụt miền Trung, anh nhận thấy thời điểm này là lúc thích hợp để "đưa ra thông điệp nhân văn, con người để mọi người cùng suy ngẫm". Con người cũng là liveshow thứ 12 trong suốt sự nghiệp ca hát của Tùng Dương.
Liveshow có sự tham gia của hai nhà sản xuất âm nhạc Nguyễn Hữu Vượng và Lưu Quang Minh cùng 20 nghệ sĩ của dàn nhạc Maius Philharmonic. Bên cạnh nhạc phẩm của các nhạc sĩ Nguyễn Đức Cường, Dương Thụ, Trần Tiến, Phó Đức Phương, Tùng Dương cũng đem đến liveshow của mình tất cả các ca khúc trong album Human. Đêm diễn chia làm ba phần, phần thứ nhất có tên là Tôn vinh, phần thứ hai có tên là Tùng Dương và những khách mời đặc biệt và phần thứ ba là Tùng Dương & Human. Liveshow là sự kết hợp của Tùng Dương với ban nhạc Ngọt, các ca sĩ Hà Trần, Bùi Lan Hương và GDucky. Ngoài ra, anh cũng có màn hòa giọng đặc biệt với cố nhạc sĩ Trần Lập trong bài hát "Cơn mưa tháng năm".
So với những chương trình âm nhạc trước đây, Tùng Dương tạo ra sự khác biệt khi mời nhiều ca sĩ trẻ tham gia thay vì những ca sĩ lớn tuổi hoặc các diva nhạc Việt. Theo Tùng Dương, anh tỏ ra đồng cảm với con đường âm nhạc của những người trẻ, đồng thời thể hiện "sự trẻ hóa" trong cá tính âm nhạc của mình. Sự xuất hiện của GDucky, á quân Rap Việt mùa 1 cũng là một điều bất ngờ. Theo Tùng Dương, sức hút của rap trong năm 2020 cùng sự ấn tượng có sẵn khiến anh quyết định mời GDucky tham gia liveshow. Anh cũng bày tỏ sự tiếc nuối khi album Human không có sự tham gia của rapper này.

### Phát hành
Ngày 28 tháng 11 năm 2020, Tùng Dương công bố album Human tại Hà Nội, cùng thời điểm diễn ra liveshow Con người. Tùng Dương chỉ in ra 2.000 đĩa so với số tiền hàng tỉ đồng mà anh bỏ ra để thực hiện album và chấp nhận chịu lỗ. Anh còn tuyên bố dành toàn bộ số tiền bán đĩa tại Hà Nội cho công việc từ thiện tại Quảng Trị. Cùng thời điểm, album cũng lần lượt được ra mắt trên hai nền tảng âm nhạc trực tuyến trả phí là Spotify và iTunes. Giải thích cho việc phát hành album trên các nền tảng số, Tùng Dương cho rằng "việc nghe album phòng thu hiện nay khó hơn so với việc nghe trên các nền tảng công nghệ" vì xu hướng âm nhạc chung của thế giới khiến cho quá trình bán album vật lý trở nên khó khăn. Đến ngày 2 tháng 12 năm 2020, Tùng Dương vào Thành phố Hồ Chí Minh tổ chức họp báo ra mắt album tại thành phố này. Ngày 8 tháng 3 năm 2021, Tùng Dương tiếp tục ra mắt phiên bản DVD của liveshow Con người, với mục đích bày tỏ sự tri ân với những người phụ nữ quan trọng trong cuộc đời anh.

## Đón nhận

### Đánh giá chuyên môn
Nhận xét về album, nhạc sĩ Huy Tuấn đánh giá Human là "một album progressive rock có vẻ nặng nhưng lại rất dễ nghe, đầy tính tư tưởng mà không quá xa lạ". Quang Đức của trang web Zing News cho rằng mỗi ca khúc trong album đóng vai trò biểu đạt khác nhau nhưng lại gắn kết với nhau, từ đó "tạo thành thông điệp xuyên suốt, [...] luồn lách vào mạch nguồn cảm xúc của người nghe". Trang web này cũng xếp Human vào danh sách bốn album nhạc Việt xuất sắc nhất năm 2020 bên cạnh Ở trọ (Hà Lê), DreAMEE (Amee), Ai mang cô đơn đi (K-ICM và APJ). Viết cho báo Tuổi Trẻ, tác giả Hiền Trang ví Human như phiên bản âm nhạc của phim điện ảnh Blade Runner, khi "tìm mọi cách để phân biệt giá trị người đích thực và sự giả làm người". Cô cũng đánh giá đây là một trong những album đáng nghe nhất của nhạc Việt trong năm 2020.
Hà Thu của báo điện tử VnExpress cho rằng tác phẩm mang tinh thần quốc tế khi "tìm về bản nguyên của con người", khiến khán giả liên tưởng tới những sản phẩm âm nhạc của Peter Gabriel, Bjork hay Nine Inch Nails. Về phần hòa âm, nhà báo này đánh giá cao hai nhạc sĩ Nguyễn Hữu Vượng và Lưu Quang Minh khi góp phần giúp cho mỗi bài hát trong album có được sự "lắng đọng ở phần đầu, bùng nổ ở điệp khúc và trở lại nhịp chậm ở phần cuối". Trên báo Thanh Niên, Thiên Anh khẳng định "những âm thanh rock mạnh mẽ kết hợp với phần trình diễn của dàn nhạc giao hưởng đem lại một không gian khoáng đạt, rộng lớn hơn nhiều cho mỗi bài hát", đồng thời "liên kết với nhau mở ra những cánh cửa mới để người nghe có thể theo đó mà thả tâm hồn và suy tư của mình, để rồi từ đó có sự đồng điệu với nghệ sĩ, đồng cảm được với câu chuyện mình đang được nghe kể". Trong khi đó, tác giả Hoàng Cương trên tạp chí điện tử Nghe nhìn Việt Nam lại có cái nhìn khác hơn khi cho rằng nhiều ca khúc trong Human khá "nặng đô với người nghe" và cần thời gian để cảm thụ. Tác giả này cũng cho rằng Tùng Dương "hơi tham lam" khi đưa "Người mù", "Trí tuệ nhân tạo" vào trong album, vì trong tổng thể toàn bộ tác phẩm, hai ca khúc này tỏ ra có phần "thừa thãi".

### Giải thưởng
Với album Human, Tùng Dương đã giành chiến thắng tại ba trên chín hạng mục của Giải thưởng âm nhạc Cống hiến lần thứ 16, bao gồm một giải cá nhân ở hạng mục "Ca sĩ của năm", một giải "Album của năm" cho Human và một giải "Chương trình của năm" cho liveshow Con người, qua đó trở thành nghệ sĩ thắng nhiều Cúp Cống hiến nhất từ trước đến nay. Cả ba hạng mục mà Tùng Dương đoạt giải đều có số phiếu từ 50 trở lên trên tổng số 96 phiếu của ban giám khảo. Album cũng góp phần giúp nhạc sĩ Bùi Caroon và Sa Huỳnh có tên trong đề cử "Nhạc sĩ của năm", đồng thời giúp Nguyễn Hữu Vượng và Lưu Quang Minh có tên trong đề cử "Nhà sản xuất của năm" tại giải thưởng âm nhạc này.

### Khác
- Bí Mật Vbiz (ngày 3 tháng 12 năm 2020). Tùng Dương họp báo tại Sài Gòn, giới thiệu album HUMAN, chia sẻ về con trai 5 tuổi. YouTube. Lưu trữ bản gốc ngày 13 tháng 12 năm 2021. Truy cập ngày 1 tháng 12 năm 2021.